# Hugo Weidenhaupt
Hugo Weidenhaupt (né le 15 juin 1923 à Düsseldorf et mort le 8 mars 2007 dans la même ville) est un historien, archiviste et pédagogue allemand. Il publie un total de 174 écrits, principalement sur l'histoire de la région de Düsseldorf. Son œuvre principale est Die Kleine Geschichte der Stadt Düsseldorf.

## Biographie
Hugo Weidenhaupt est né dans une famille établie de longue date. Son père est un haut fonctionnaire municipal et son oncle, cofondateur de l'association locale des Jonges de Düsseldorf (de), dirige une boulangerie dans la maison natale d'Heinrich Heine (de), sur la Bolkerstraße (de). Weidenhaupt grandit à Düsseldorf. En tant que participant à la guerre, il est fait prisonnier. Après la guerre, il commence à étudier la philologie classique et l'histoire à l'Université de Bonn, qu'il termine en 1954 avec l'examen d'État pour l'enseignement supérieur et un doctorat de l'abbaye de Gerresheim (de).
Weidenhaupt devient professeur, d'abord au lycée Comenius de Düsseldorf-Oberkassel, puis au lycée pour garçons de Düsseldorf-Gerresheim. En 1957, Weidenhaupt se voit proposer la direction des archives de la ville de Düsseldorf, où il travaille pendant plus de 30 ans,. Il prend sa retraite en 1988. Weidenhaupt est membre de nombreuses associations locales, certaines occupant des postes de direction, notamment membre du conseil d'administration de la Société historique de Düsseldorf et, jusqu'en 1995, membre du conseil d'administration élargi des Jonges de Düsseldorf. Le 8 mars 2007, Hugo Weidenhaupt décède dans son appartement de Düsseldorf-Oberkassel des suites d'une longue maladie.

## Travail
Dans les années 1950, Weidenhaupt quitte l'école afin de préparer une « Grande histoire de la ville » au nom de la ville de Düsseldorf pour le 700e anniversaire de la ville en 1988. Dans un premier temps, la Kleine Geschichte der Stadt Düsseldorf est publiée en 1962, un volume de 280 pages qui est publié en 10 en 1993. L'édition est imprimée et constitue encore aujourd'hui un ouvrage académique standard sur l'histoire de la ville. Plusieurs contributions à la publication commémorative sur le 1100e anniversaire de Gerresheim proviennent de Weidenhaupt, qui en est également l'éditeur. Le Große Stadtgeschichte en quatre volumes est publiée en 1988 et 1989. En plus de son travail éditorial en tant qu'éditeur, Weidenhaupt lui-même apporte de nombreuses contributions couvrant la période de 1806 à 1856. Même après sa retraite, Weidenhaupt continue de publier. Son dernier ouvrage majeur est un livre sur l'histoire paroissiale de Ratingen-Homberg en 2004.

## Honneurs
En 1984, le gouvernement de l'État de Rhénanie-du-Nord-Westphalie nomme Weidenhaupt professeur. En 1997, il reçoit le thaler de Rhénanie (de) de l'Association régionale de Rhénanie (de),.